# Чосич, Зоран
Зоран Чосич (босн. Zoran Ćosić; 3 декабря 1963, Пале, СФРЮ) — боснийский тренер, в прошлом югославский биатлонист, участник Олимпийских игр 1984 и 1992 годов.

## Биография
После завершения карьеры в биатлоне стал тренером и тренировал, помимо других биатлонистов, сына, Миро Чосича.